# Grosshaus Hofmatt

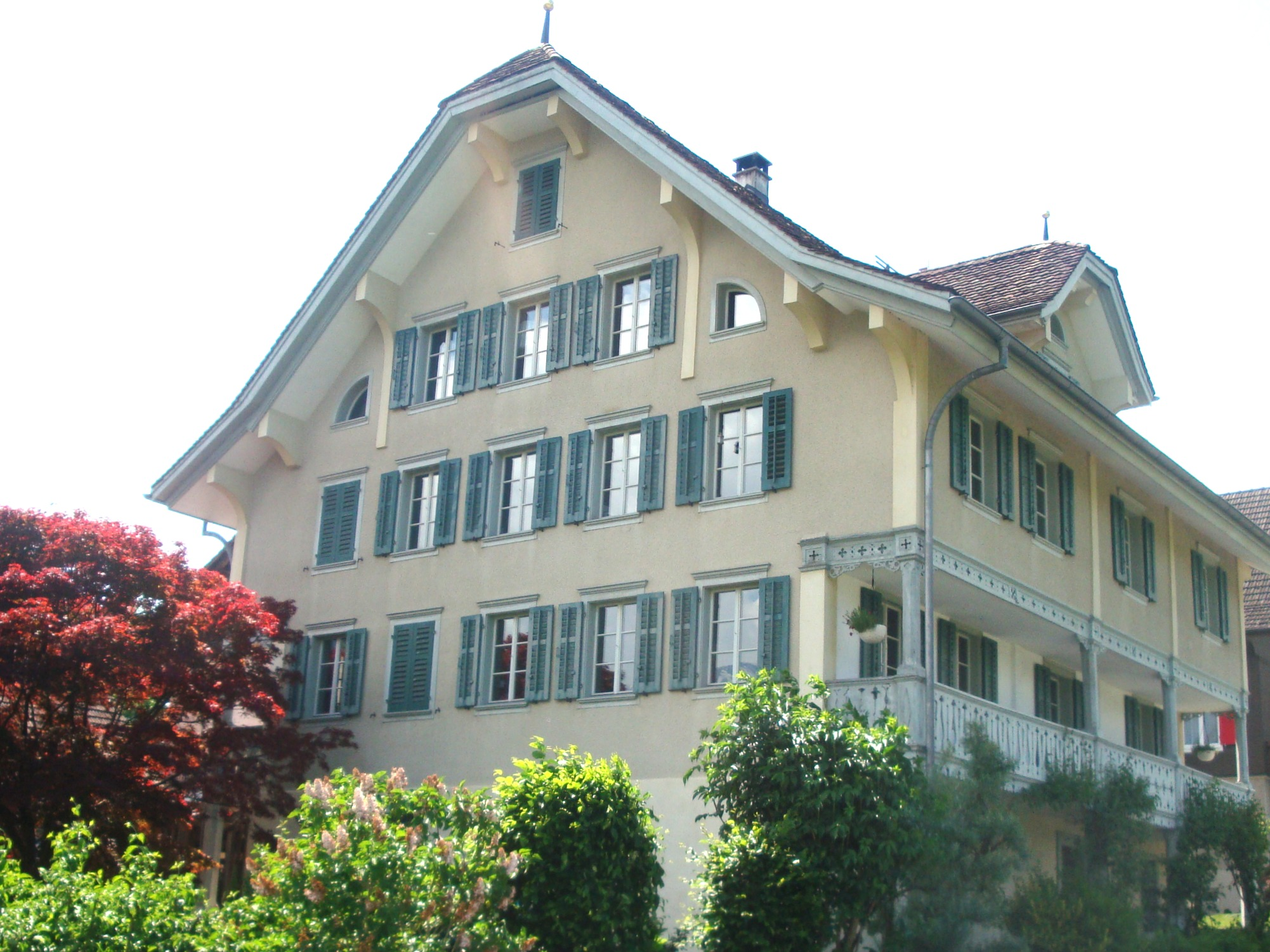
Grosshaus Hofmatt

Das Grosshaus Hofmatt ist ein Kulturdenkmal in Sarnen im Kanton Obwalden in der Schweiz. Das Gebäude wurde 1643 vom Landammann Johann Imfeld II. erbaut. In dieser Zeit wurde auch die Wandmalerei im Panoramazimmer angefertigt. Dargestellt wird das Panorama von Obwalden, der Künstler ist unbekannt.
Das Haus wurde bis 1709 vom Erbauer und später von seinem Sohn bewohnt. Dann wurde es für zehn Jahre an Johann Baptist Dillier, bekannt als «Seminariherr», vermietet. Er nutzte das Gebäude für ein privates Knabenseminar, woraus sich das Kollegium Sarnen entwickelte. Mitte des 18. Jahrhunderts bewohnten die Gebrüder Franz Ignaz Schmid, Bildhauer, und Carl Anton Schmid, Maler, als Mieter die Hofmatt. Arbeiten beider Künstler sind heute noch in den Kirchen von Sachseln und Sarnen zu sehen. Von ihnen stammen auch die Wandmalereien in den oberen Etagen des Hauses.
Das Gebäude ist denkmalgeschützt, es steht auf der Liste der schützenswerten Objekte für das Jahr 2006.

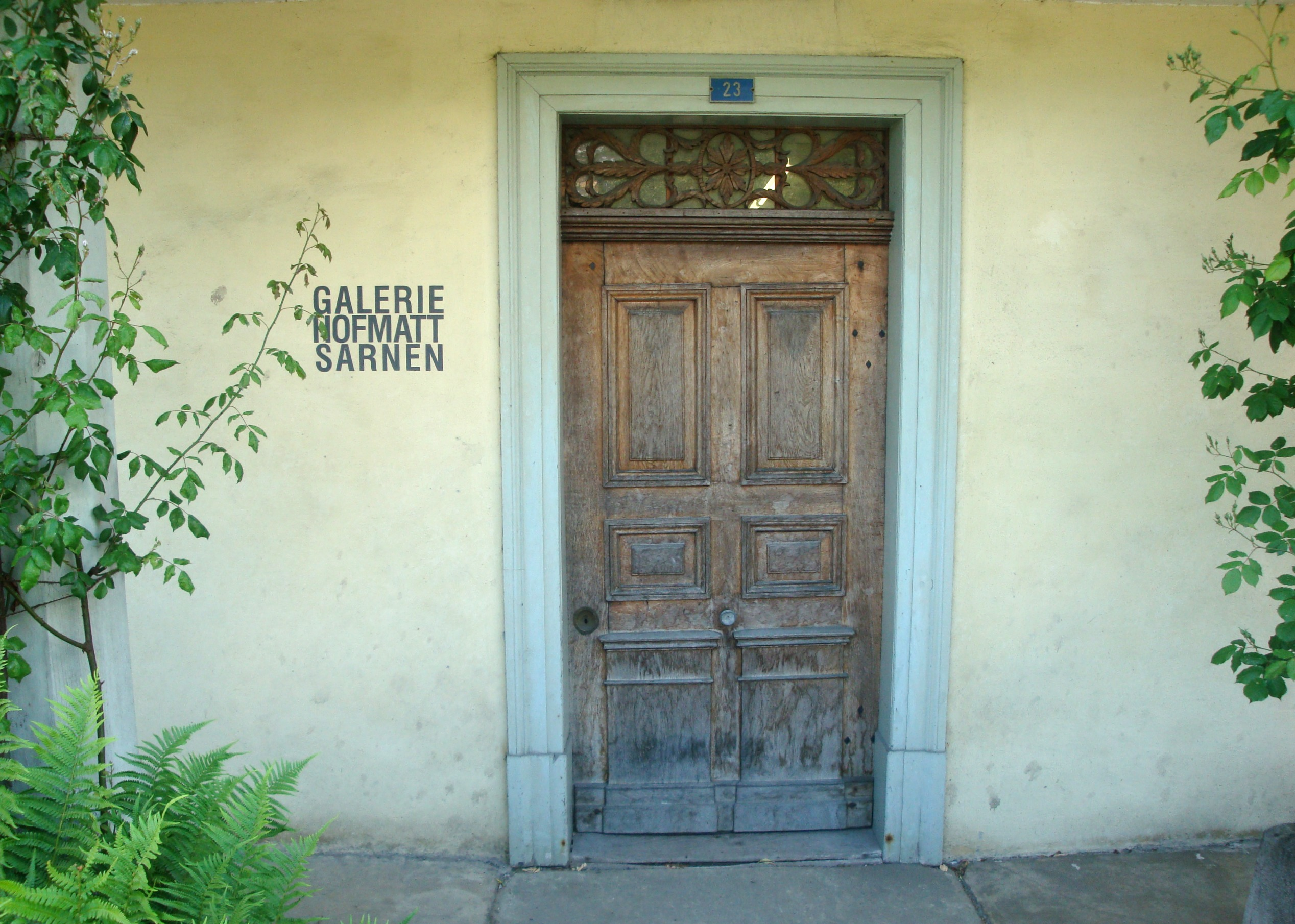
Eingang der Galerie Hofmatt

## Nutzung
Das Gebäude ist in privater Hand, der Besitzer wechselte mehrfach. Seit 1992 beherbergt das Grosshaus Hofmatt die Galerie Hofmatt, eine öffentliche Kunstgalerie. Diese befindet sich im Erdgeschoss und in den Kellerräumen. Sie umfasst einen engen Gang, einen Galerieraum, ein Panoramazimmer mit einer historischen Wandmalerei und einem Gewölbekeller, der meist für Installationen genutzt wird. Jährlich werden vier bis sechs Ausstellungen verschiedener Kunstschaffender durchgeführt.